# Parafia Imienia Najświętszej Maryi Panny w Cieszynie
Parafia Imienia Najświętszej Maryi Panny – parafia rzymskokatolicka znajdująca się w Cieszynie, w dzielnicy Bobrek. Należy do dekanatu Cieszyn diecezji bielsko-żywieckiej. Jest prowadzona przez księży diecezjalnych. W 2005 roku do parafii należało 2700 wiernych.
W 1900 na bobreckim cmentarzu wzniesiono kapliczkę i dzwonnicę. Budynek obecnego kościoła parafialnego wybudowano w latach 1909–1910, jako filialny parafii św. Marii Magdaleny w Cieszynie. Bobrek włączono w granice Cieszyna w 1932, a samodzielną parafię erygowano 25 grudnia 1957 roku.

## Proboszczowie
źródło:
- ks. Teodor Oleś (1957–1975)
- ks. Stanisław Kołodziejczyk (1975–1980)
- ks. Józef Danch (1980–1982)
- ks. Marian Jaromin (1982–1987)
- ks. Zdzisław Zieleźnik (1987–2016)
- ks. Antoni Dewor (od 2016)

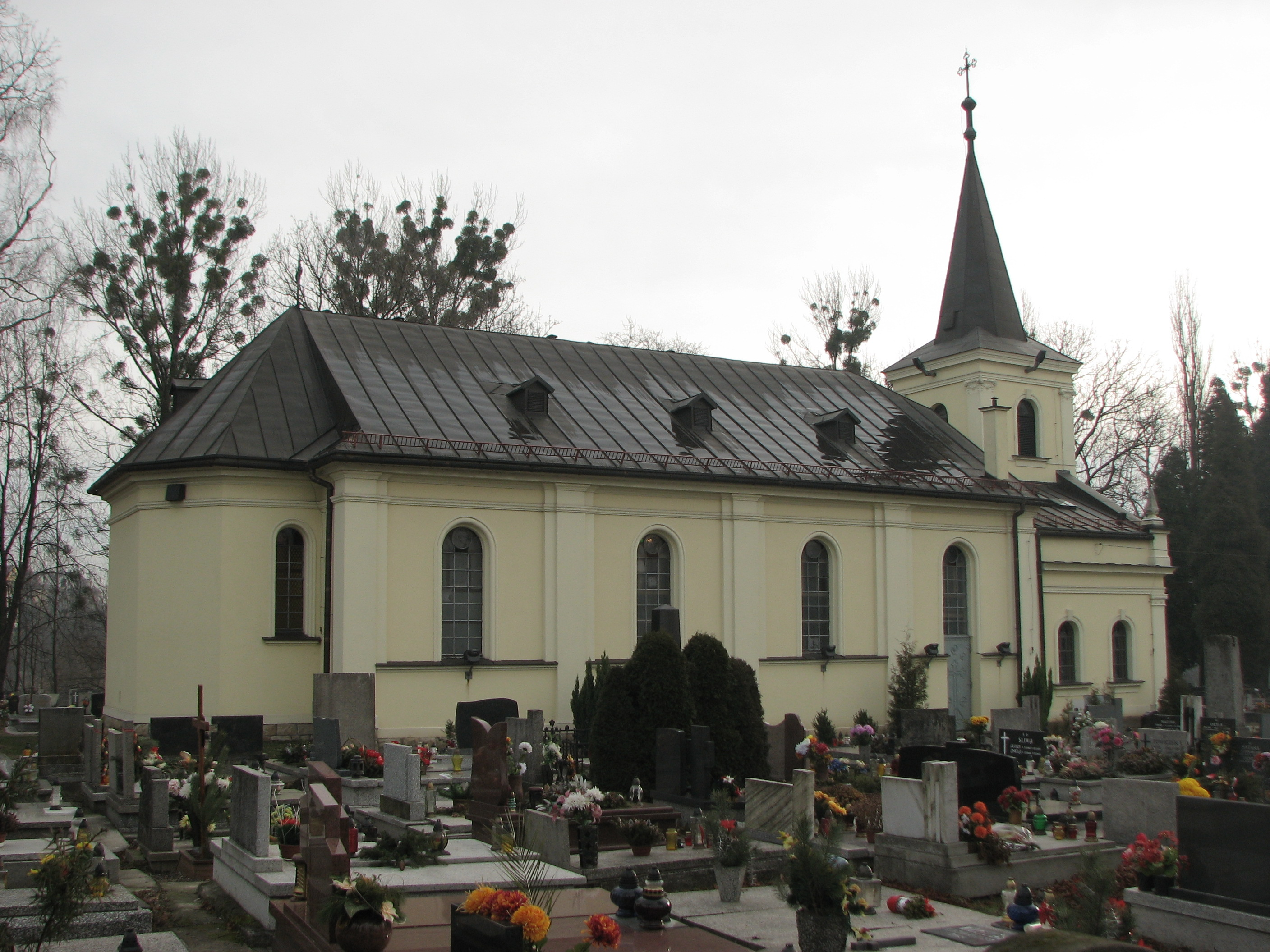
Kościół Im. NMP
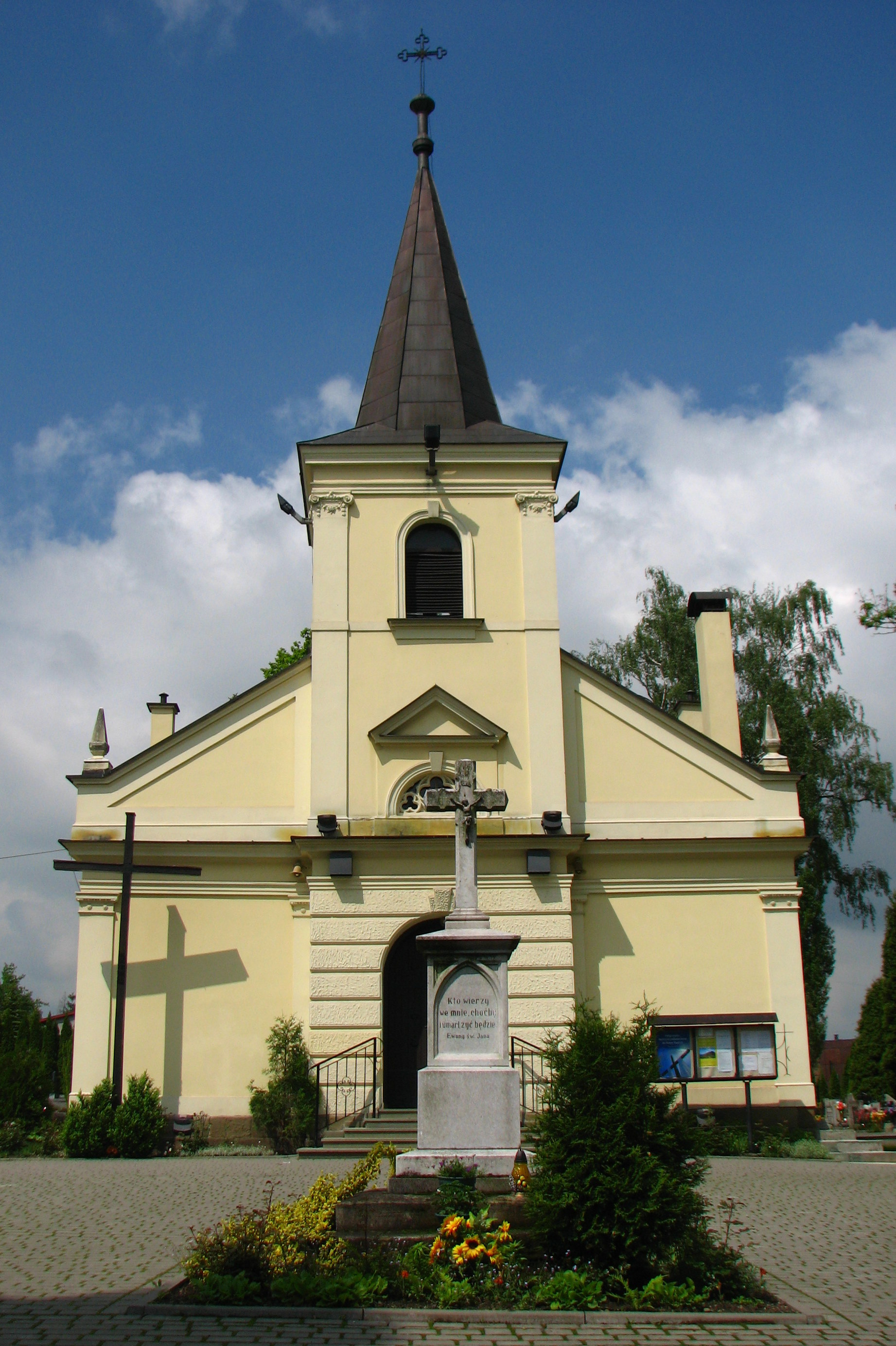
Kościół Im. NMP